# Bradinobenídeos
Bradinobenídeos (Bradynobaenidae) é uma família de vespas semelhantes ao Mutillidae. Estas espécies são frequentemente encontradas em regiões áridas.

## Gêneros encontrados na Europa
- Apterogyna Latreille, 1809
- Gynecaptera Skorikov, 1935

## Outros gêneros
- Bradynobaenus Spinola, 1851
- Chyphotes Blake, 1886
- Typhoctes Ashmead, 1899